# كيريتيماتي
كيريتيماتي (بالغيلبرتية تعني عيد الميلاد) هي جزيرة مرجانية تقع في المحيط الهادئ، وهي إحدى جزر كيريباتي في أرخبيل جزر الخط.
تملك الجزيرة أكبر مساحة أرض لجزيرة مرجانية في العالم حيث مساحتها تعادل 322 كم مربع (124 ميل مربع).
تعرف كيريتيماتي بأنها مكان ممتاز لمراقبة الطيور وركوب الأمواج.

## المناخ
يظهر الجدول التالي التغييرات المناخية على مدار السنة لكيريتيماتي:
| البيانات المناخية لـكيريتيماتي    | البيانات المناخية لـكيريتيماتي | البيانات المناخية لـكيريتيماتي | البيانات المناخية لـكيريتيماتي | البيانات المناخية لـكيريتيماتي | البيانات المناخية لـكيريتيماتي | البيانات المناخية لـكيريتيماتي | البيانات المناخية لـكيريتيماتي | البيانات المناخية لـكيريتيماتي | البيانات المناخية لـكيريتيماتي | البيانات المناخية لـكيريتيماتي | البيانات المناخية لـكيريتيماتي | البيانات المناخية لـكيريتيماتي | البيانات المناخية لـكيريتيماتي |
| الشهر                             | يناير                          | فبراير                         | مارس                           | أبريل                          | مايو                           | يونيو                          | يوليو                          | أغسطس                          | سبتمبر                         | أكتوبر                         | نوفمبر                         | ديسمبر                         | المعدل السنوي                  |
| --------------------------------- | ------------------------------ | ------------------------------ | ------------------------------ | ------------------------------ | ------------------------------ | ------------------------------ | ------------------------------ | ------------------------------ | ------------------------------ | ------------------------------ | ------------------------------ | ------------------------------ | ------------------------------ |
| الدرجة القصوى °م (°ف)             | 32 (89)                        | 33 (91)                        | 33 (92)                        | 33 (92)                        | 34 (93)                        | 32 (90)                        | 32 (90)                        | 33 (91)                        | 33 (91)                        | 33 (92)                        | 33 (92)                        | 33 (91)                        | 34 (93)                        |
| متوسط درجة الحرارة الكبرى °م (°ف) | 29 (85)                        | 29 (85)                        | 30 (86)                        | 30 (86)                        | 31 (87)                        | 31 (87)                        | 30 (86)                        | 31 (87)                        | 31 (87)                        | 31 (87)                        | 30 (86)                        | 30 (86)                        | 30 (86)                        |
| المتوسط اليومي °م (°ف)            | 27 (80)                        | 27 (80)                        | 27 (81)                        | 27 (81)                        | 27 (81)                        | 27 (81)                        | 27 (81)                        | 28 (82)                        | 27 (81)                        | 27 (81)                        | 27 (81)                        | 27 (80)                        | 27 (81)                        |
| متوسط درجة الحرارة الصغرى °م (°ف) | 24 (75)                        | 24 (75)                        | 24 (76)                        | 24 (76)                        | 24 (76)                        | 24 (76)                        | 24 (76)                        | 25 (77)                        | 24 (76)                        | 24 (75)                        | 24 (76)                        | 24 (75)                        | 24 (76)                        |
| أدنى درجة حرارة °م (°ف)           | 19 (66)                        | 22 (71)                        | 22 (71)                        | 21 (70)                        | 23 (73)                        | 20 (68)                        | 22 (72)                        | 22 (71)                        | 21 (69)                        | 20 (68)                        | 19 (67)                        | 21 (69)                        | 19 (66)                        |
| الهطول مم (إنش)                   | 25 (1.0)                       | 71 (2.8)                       | 64 (2.5)                       | 210 (8.1)                      | 89 (3.5)                       | 81 (3.2)                       | 51 (2.0)                       | 15 (0.6)                       | 2.5 (0.1)                      | 2.5 (0.1)                      | 7.6 (0.3)                      | 15 (0.6)                       | 633.6 (24.8)                   |
| متوسط أيام هطول الأمطار           | 2.4                            | 4.6                            | 6.0                            | 13.8                           | 6.8                            | 6.1                            | 3.0                            | 1.8                            | 0.1                            | 0.3                            | 0.7                            | 1.7                            | 47.3                           |
| متوسط الرطوبة النسبية (%)         | 77                             | 80                             | 80                             | 83                             | 81                             | 80                             | 78                             | 75                             | 74                             | 74                             | 73                             | 75                             | 78                             |
| المصدر: Weatherbase               |                                |                                |                                |                                |                                |                                |                                |                                |                                |                                |                                |                                |                                |